# Wasser für die Elefanten
Wasser für die Elefanten (Originaltitel: Water for Elephants) ist ein US-amerikanisches Filmdrama des Regisseurs Francis Lawrence aus dem Jahr 2011, basierend auf dem 2006 erschienenen gleichnamigen Bestseller Wasser für die Elefanten der kanadischstämmigen Autorin Sara Gruen. Der Film hatte am 15. April 2011 seine Uraufführung und kam am 28. April 2011 in die deutschsprachigen Kinos.

## Handlung
Ein verloren wirkender alter Mann, Jacob Jankowski, wird nach der Vorstellung auf dem Parkplatz eines Zirkus von zwei Mitarbeitern aufgegriffen. Im Büro des Zirkusdirektors Charlie O’Brien III erwähnt er, dass er bei einer der größten Zirkuskatastrophen aller Zeiten anwesend war. Dieser ist davon fasziniert und so erzählt ihm Jacob Jankowski seine Geschichte.
Es gibt eine Rückblende: In der Zeit der Großen Depression in den 1930er Jahren erfährt der 23-jährige Jacob, Sohn polnischer Einwanderer und Student der Tiermedizin, während seiner Examensprüfung, dass seine Eltern bei einem Autounfall ums Leben gekommen sind. Diese haben ihm einen riesigen Berg Schulden hinterlassen und die Bank pfändet zu allem Überfluss auch noch das Elternhaus. Um seine Perspektivlosigkeit hinter sich zu lassen, entschließt er sich, in eine größere Stadt zu ziehen. Als er sich zu Fuß auf dem Weg über die Eisenbahngleise befindet, springt er auf einen vorbeifahrenden Zug auf, der sich als Zirkuszug der „Benzini Brothers“ herausstellt, auf dem er sich mit dem ebenfalls Polnisch sprechenden Camel anfreundet. Von ihm wird er am nächsten Tag dem Besitzer und Zirkusdirektor August Rosenbluth vorgestellt, der den Zirkus mit harter Hand führt. Auf Grund seiner tiermedizinischen Kenntnisse gibt er Jacob einen befristeten Job als Zirkustierarzt.
Um den Verlust eines Kunstreitpferdes – seiner größten Attraktion – auszugleichen, kauft der despotische Zirkusdirektor die 53-jährige Elefantenkuh Rosie als neuen Star. Weil sie auf keine Kommandos hört, beginnt August den Elefanten zu misshandeln. Jacob erkennt das Geheimnis, das hinter der als unbezähmbar geltenden Rosie steckt (sie reagiert nur auf polnische Kommandos), und wird als deren Dresseur fest eingestellt. Während seiner Tätigkeit verliebt er sich in die Kunstreiterin Marlena, die wesentlich jüngere Ehefrau des Zirkusdirektors. Ihr bleiben die Gefühle, die Jacob zu ihr hegt, nicht verborgen, und so kommen sie sich über die Arbeit mit den Tieren näher. Die verhängnisvolle Affäre beginnt damit ihren Lauf zu nehmen, denn Marlenas Ehemann ist ein gewalttätiger Mensch, der aufmüpfige Mitarbeiter einfach vom fahrenden Zug werfen lässt, um deren Lohn zu sparen (der Zirkus ist ständig am Rand des Bankrotts).
Jacob wird entlassen und springt mit Marlena aus dem fahrenden Zug. Sie verbringen die Nacht in einem nahe gelegenen Hotel. Doch Augusts Männer finden sie, schlagen Jacob bewusstlos und nehmen Marlena mit. Jacob geht wieder auf den Zug, um Marlena zurückzuholen und um August, während dieser schläft, zu töten, wovon er sich von Marlena durch tiefe Blicke in letzter Sekunde noch abbringen lässt. Jacob trifft eine Abmachung mit Marlena, dass sie ihn nach der nächsten Aufführung in der Kirche der Stadt treffen soll, wo sie durchbrennen werden. Die Show startet und Jacob will gerade aufbrechen, als lautes Geschrei ertönt. Er rennt zurück zum Zelt und findet ein großes Chaos vor. Verärgerte Mitarbeiter lassen die Raubkatzen und alle anderen Tiere frei, welche zum Teil auf die Besucher losgehen. August erkennt seine Ausweglosigkeit und will Marlena erdrosseln, was Jacob vergeblich zu verhindern versucht. Doch die danebenstehende Rosie tötet August mit einem Erdnagel und rettet so Marlena in letzter Sekunde das Leben. Jacob macht seinen Abschluss und heiratet Marlena und sie bekommen fünf Kinder. Nachdem sie mehrere Jahre bei einem anderen Zirkus arbeiteten, erhält er eine Stellung in einem Zoo, sie verlassen den Zirkus daraufhin und kaufen eine Farm. Der alte Mann blickt glücklich in die Vergangenheit und fragt den Zirkusdirektor, ob er bei ihm arbeiten könne.

## Produktionshintergrund
Einige Elemente aus der Buchvorlage wurden verändert, u. a. die Vorgeschichte der beiden Hauptfiguren und es erfolgte eine Verschmelzung von Marlenas Ehemann August mit der Figur Onkel Al, dem gewalttätigen Zirkusbesitzer.
Der Drehstart war am 22. Mai 2010. Die Filmaufnahmen entstanden unter anderem in den Studios der 20th Century Fox in Century City, Los Angeles; in Chattanooga, Tennessee und in Chickamauga, Georgia. Weitere Drehorte waren jeweils im kalifornischen Los Angeles, in Fillmore und in Piru.
Die Produktionskosten beliefen sich auf geschätzte 38 Millionen US-Dollar. In den Vereinigten Staaten startete der Film am 24. April 2011 mit 2.817 Kopien und spielte am Eröffnungswochenende fast 17 Millionen US-Dollar ein.

## Synchronisation
| Rolle                   | Schauspieler      | Deutsche Synchronstimme |
| ----------------------- | ----------------- | ----------------------- |
| Jacob Jankowski         | Robert Pattinson  | Johannes Raspe          |
| Marlena Rosenbluth      | Reese Witherspoon | Manja Doering           |
| August Rosenbluth       | Christoph Waltz   | Christoph Waltz         |
| Rosies Tierpfleger      | James Frain       | Torsten Michaelis       |
| Älterer Jacob Jankowski | Hal Holbrook      | Otto Mellies            |
| Charlie O’Brien         | Paul Schneider    | Tobias Kluckert         |
| Earl                    | Ken Foree         | Tilo Schmitz            |
| Diamond Joe             | Tim Guinee        | Gunnar Helm             |
| Kinko/Walter            | Mark Povinelli    | Axel Malzacher          |
| Blackie                 | Scott MacDonald   | Ingo Albrecht           |
| Camel                   | Jim Norton        | Hans Teuscher           |
| Barbara                 | Donna W. Scott    | Katrin Zimmermann       |
| Cecil                   | E. E. Bell        | Lutz Schnell            |

## Kritiken
„Es gibt nur ein Hindernis, das Wasser für die Elefanten auf alle Zeiten fernhalten dürfte vom Olymp der Hollywoodklassiker – James Newton Howards Musiksauce, die den ganzen Film zukleistert. Ansonsten folgt Wasser für die Elefanten den schönsten Traditionen Hollywoods – Rührseligkeit und Pathos sind im Kino Tugenden, ihnen verdankt es seine größten und haltbarsten Erfolge.“

„Was genau nun das Zugehörigkeitsgefühl zur Zirkus-‚Familie‘ ausmacht, wird allerdings nur gestreift, nicht wirklich ergründet. Das erzählerische Gewicht liegt ganz auf der Dreiecks-Geschichte zwischen Zirkus-Direktor, seiner Frau und dem jungen Elefantenflüsterer, erweitert um die Elefantendame Rosie. Vor allem das weibliche Publikum wird sich gerne einlassen auf diesen Seiltanz der Gefühle. Fazit: Eine verhängnisvolle Affäre vor Zirkuskulisse. Attraktiv besetzt und in schönen Bildern erzählt. Wunderbar für alle, die ein Herz für Tiere oder Robert Pattinson haben.“

„In Wasser für die Elefanten ist jedes Bild Klischee und jede Szene Kitsch, und zwar von der ganz leblosen Sorte. Die frisch gelackte Ausstattung wirkt so synthetisch wie die aus abgestandenen Motiven – Pardon, aus dem zugrunde liegenden ‚Bestseller‘ von Sara Gruen hergeleitete Handlung.“

„Waltz gelingt es am besten, seine Figur und deren gefährliche Ambivalenz zu profilieren (dieser August ist Waltz’ Paraderolle Hans Landa außerdem nicht ganz unähnlich). Die leidenschaftliche Sofortliebe der beiden anderen Protagonisten bleibt reine Behauptung. Aber immerhin hat man schon lange keinen so fotogenen und gut dressierten Elefanten mehr gesehen.“

Die Deutsche Film- und Medienbewertung vergab das Prädikat besonders wertvoll.

## Musical
Im Jahr 2023 kam der Stoff als Musical auf die Bühne. Die Musik zu Water for Elephants stammt von der "PigPen Theatre Co."-Band, das Buch von Rick Elice. Die Uraufführung fand am 16. Juni 2023 im Alliance Theatre in Atlanta (USA) statt. In 2024 kam das Musical an den New Yorker Broadway.